# Гу Вэйцзюнь
Гу Вэйцзю́нь (кит. трад. 顧維鈞, упр. 顾维钧, пиньинь Gù Wéijūn), также известный как Веллингтон Ку (англ. V.K. Wellington Koo, 29 января 1888 — 14 ноября 1985) — китайский дипломат и политический деятель.

## Биография
Родился в Цзядине (провинция Цзянсу). Окончил англиканский университет св. Иоанна в Шанхае и Колумбийский университет (1908). В 1912 году получил научную степень доктора философии.
Вернувшись в Китай, работал секретарём президента Юань Шикая. В 1915 году назначен китайским посланником — сначала в Мексику и Кубу, затем в США. В 1919 году был членом китайской делегации на Парижской мирной конференции, требовал от Японии вернуть полуостров Шаньдун Китаю, из-за её отказа не поставил подписи под Версальским мирным договором. Был первым представителем Китая в Лиге Наций. Член китайской делегации на Вашингтонской конференции 1921—1922.
Министр иностранных дел (май — ноябрь 1922 г., февраль 1923 — сентябрь 1924 гг., 1931 г.), министр финансов (май 1926 г.), премьер-министр (июль-октябрь 1924 г.) и временный президент Пекинского правительства во время политического хаоса вызванного войной между различными группировками милитаристов. Подписал китайско-советское соглашение об управлении КВЖД 31 мая 1924 года.
С 1932 года — китайский представитель в Лиге Наций. В 1936—1940 годах — посол во Франции. После разгрома Франции — посол в Великобритании, занимал этот пост до 1946 года. Затем — посол Китайской республики (Тайвань) в США.
В 1956 году оставил дипломатическую службу и занял пост судьи Международного суда ООН в Гааге. В 1967 году вышел в отставку. Жил в Нью-Йорке, где умер в 1985 году.

## Факты
- Являлся одним из самых долгоживущих руководителей глав государств и правительств в мире.
- Самый долгоживущий президент Китая.